# Federalist-Artikel Nr. 3

John Jays Unterschrift

Der Federalist-Artikel Nr. 3 ist der zweite von John Jay, einem der Gründerväter der Vereinigten Staaten, verfasste Essay in einer Reihe von 85 Aufsätzen, die 1787–88 in den Zeitungen Independent Journal, New-York Packet und Daily Advertiser erschienen und unter dem Namen Federalist Papers gesammelt veröffentlicht wurden.
Artikel Nr. 3 erschien am 3. November 1787 unter dem Titel „Fortsetzung des Themas: Über die Gefahren fremder Gewalt und Einflüsse“ (The Same Subject Continued: Concerning Dangers from Foreign Force and Influence) im Independent Journal unter dem Pseudonym „Publius“.

## Geschichtlicher Hintergrund
Die 1777 verabschiedeten Konföderationsartikel (Articles of Confederation) der Vereinigten Staaten hatten sich schon wenige Jahre nach ihrer Ratifizierung 1781 als unzureichend erwiesen, um eine effiziente Regierung des Staatenbunds zu gewährleisten. 1787 war die Philadelphia Convention einberufen worden, um die Artikel zu überarbeiten, hatte im Ergebnis aber eine neue Verfassung entworfen. Im September 1787 wurde der Entwurf zur Ratifizierung an Verfassungskonvente in den einzelnen Staaten geleitet. Ab September 1787 agitierten die Gegner der Föderation („Anti-Federalists“) in Zeitungsartikeln gegen die Ratifizierung des Verfassungsentwurfs. Diesen entgegneten auf Seiten der Föderalisten die Aufsätze von Alexander Hamilton, James Madison und John Jay.

## Inhalt
Im dritten Federalist-Artikel richtet Jay seinen Blick auf die Sicherheit des Volkes, den Erhalt von Ruhe und Frieden nach innen und außen: Ein starker Bund könne besser über die Sicherheit seiner Bürger wachen, indem er in der Außenpolitik einerseits stark auftrete, andererseits mäßigend bei Konflikten handeln könne:

„Untersuchen wir deshalb zunächst, ob das Volk nicht recht hat mit seiner Überzeugung, daß ihm eine freundschaftliche Union mit einem effizienten nationalen Regierungssystem das größte Maß an Sicherheit gegenüber Feindseligkeiten von jenseits der Grenzen bietet.“

Eine geeintes Amerika biete die größte Chance, den Friedenszustand mit anderen Ländern zu erhalten. Bis dato habe Amerika Verträge mit sechs fremden Staaten geschlossen, die mit Ausnahme Preußens alle Seemächte seien und daher eine mögliche Bedrohung darstellten. Darüber hinaus bestehe ein ausgedehnter Handel mit Portugal, Spanien und Großbritannien. Um den Frieden zu bewahren, müsse das Völkerrecht geachtet werden, was einer nationalen Regierung wohl besser gelinge als dreizehn Einzelstaaten oder drei oder vier Konföderationen. Wenn die besten Köpfe aus allen Staaten sich in einer Regierung zusammenfänden, werde die Verwaltung, Politik und die Gerichtsbarkeit der nationalen Regierung nur umso weiser, systematischer und besonnener werden, und ein Mangel an für das Regierungsamt geeigneten Personen werde selten eintreten.
Ein geeinter Staat könne in der Außenpolitik sicherer handeln:

„In einem nationalen Regierungssystem werden Verträge und einzelne Abschnitte von Verträgen, ebenso wie das Völkerrecht immer gleichartig ausgelegt und auf dieselbe Art und Weise ausgeführt werden – während die juristische Auslegung derselben Fragen in dreizehn Staaten oder in drei oder vier Konföderationen nicht immer übereinstimmen oder in sich schlüssig sein wird.“

Im Gegensatz zu den möglicherweise häufiger von regionalen Interessen und Parteiungen geleiteten Entscheidungen der Einzelregierungen sei die Rechtsprechung und Urteilsfindung der Nationalregierung von solchen Interessen frei. Zusätzliches Gewicht verleiht Jay seiner Argumentation noch durch den Hinweis auf den Friedensvertrag mit Großbritannien von 1783. Absichtlichen oder zufälligen Vertragsverletzungen könne eine nationale Regierung auch dann besser entgegentreten, wenn sie Anlass zu einem gerechten Krieg böten, so dass eine Zentralregierung die Sicherheit der Bürger besser gewährleisten könne. Jay weist in diesem Zusammenhang darauf hin, dass die gegenwärtige Regierung im Gegensatz zu einzelnen Staaten der Konföderation noch nie einen Indianerkrieg angezettelt habe. Auch gebe die unmittelbare Nachbarschaft einzelner Staaten zu spanischen und französischen Territorien in Nordamerika häufiger Anlass für diese Staaten, die kriegerische Auseinandersetzung zu suchen:

„Der Bund wird in solchen Fällen unbeeinflußt durch seinen Stolz, mäßigend und unparteiisch eingreifen und geeignete Mittel und Wege suchen, die Staaten aus den drohenden Schwierigkeiten herauszuführen.“

Der Artikel schließt mit der Erinnerung an historische Demütigungen anderer Staaten, die diese um des Friedens willen auf sich nehmen mussten, und der rhetorischen Frage, ob die Leser willens wären, ähnliches zu dulden.